# Остролодочник Ушакова
Остролодочник Ушакова (лат. Oxytropis uschakovii) — вид растений рода Остролодочник (Oxytropis) семейства Бобовые (Fabaceae), растущий в разнообразных тундрах, также на скалах и приречных галечниках острова Врангеля.
Вид назван в честь советского исследователя Арктики Георгия Алексеевича Ушакова.

## Ботаническое описание
Дерновинки белошерстистые, с многоглавым каудексом. Цветоносы не длиннее листьев, толстые. Прилистники сросшиееся между собою и с черешком выше середины, с несколькими слабо выступающими жилками. Листочки с немногими оттопыренными волосками, эллиптические или ланцетно-продолговатые, в числе (6) 7—11 (12) пар, иногда частично в мутовках.
Стрелки толстые, шерстистые от крупных белых волосков. Кисти многоцветковые, плотные продолговатые или почти головчатые. Прицветники обычно длиннее чашечки. Чашечка колокольчато-трубчатая, с белыми и меньше с отстоящими чёрными волосками, с линейными зубцами в 2—3 раза короче трубки. Венчик красно-фиолетовый. Флаг 15—19 мм длиной, с обратнояйцевидной, выемчатой наверху пластинкой. Остроконечие лодочки 0,5—1,5 мм длиной. Бобы яйцевидные, с коротким чёрным и белым опушением, с широкой брюшной перегородкой и слабо развитой спинной. 2n=32.